# Bray-Saint-Christophe
Bray-Saint-Christophe – miejscowość i gmina we Francji, w regionie Hauts-de-France, w departamencie Aisne.
Według danych na styczeń 2014 roku gminę zamieszkiwało 78 osób, a gęstość zaludnienia wynosiła 27,1 osób/km².